# Otto Waser

Otto Waser, 1914

Otto Waser (* 23. September 1870 in Zürich; † 24. Januar 1952 in Zollikon) war ein Schweizer Klassischer Archäologe.
Otto Waser durchlief in seiner Geburtsstadt Zürich alle Schulstufen und studierte an der Universität Zürich und der Universität Leipzig. Er wurde Mitglied des Klassisch-Philologischen Vereins Leipzig im Naumburger Kartellverband. Er wurde 1894 bei Hermann Hitzig und Adolf Kaegi in Klassischer Philologie promoviert, Nebenfach war Klassische Archäologie bei Hugo Blümner. Anschliessend wurde Waser Lehrer und unterrichtete an Gymnasien in Bern, Zürich und Winterthur. 1900 habilitierte er sich an der Berliner Universität, 1903 nochmals in Zürich. 1915 wurde Waser Titularprofessor in Zürich. 1919 wurde er als Nachfolger von Blümner Extraordinarius und Direktor der Archäologischen Sammlung der Universität Zürich. War Blümner noch Inhaber einer Professur, die Archäologie und Klassische Philologie verband, war Waser erster Professor für Archäologie, der nur dieses Fach zu vertreten hatte. 1940 trat er von seiner Professur zurück.
Wasers Fachpublikationen sind nicht sehr zahlreich. Zu den wenigen monografischen Schriften gehörte das 1916 erschienene Buch Volkskunde und griechisch-römisches Altertum. Eine grössere Zahl an Beiträgen steuerte er für die Realencyclopädie der classischen Altertumswissenschaft und für Roschers Ausführliches Lexikon der griechischen und römischen Mythologie bei. Weitere Publikationen befassten sich mit der universitären Sammlung. So veröffentlichte er eine Beschreibung der Abgusssammlung und ein kleines Bändchen mit Vorträgen zur Plastik. Er versuchte die Sammlung auch über Fachkreise hinaus durch Führungen und viele Beiträge in der Neuen Zürcher Zeitung bekannt zu machen.
Doch beschränkten sich Wasers Interessen nicht auf die Archäologie und Mythologie der Antike. Er war Redaktor und treibende Kraft der Kulturzeitschrift Die Schweiz, die zu Beginn des 20. Jahrhunderts bis in den süddeutschen Raum Verbreitung fand. Hier wurden Abhandlungen zu moderner Kunst ebenso wie moderne Literatur veröffentlicht. Mitredaktorin war Maria Krebs, die er 1905 heiratete und die unter ihrem neuen Namen Maria Waser als Schriftstellerin bekannt wurde. Seit seinen frühen Jahren war Waser auch ein führendes Mitglied im Lesezirkel Hottingen, in dem ein Grossteil der zeitgenössischen Autoren der europäischen Literatur ihre Werke vortrugen. 1926 gründete er den Verein Hellas. Schweizerische Vereinigung der Freunde Griechenlands mit. Bis 1949 war er Präsident der Sektion Ostschweiz. Danach wurde er Ehrenpräsident der Vereinigung. In mehreren Schriften beschäftigte er sich mit dem Maler Anton Graff.

## Schriften
- Skylla und Charybdis in der Literatur und der Kunst der Griechen und Römer. Zürich 1894 (= Dissertation, Digitalisat).
- Charon, Charun, Charos. Mythologisch-archäologische Monografie. Weidmann, Berlin 1898 (= Habilitationsschrift).
- Volkskunde und griechisch-römisches Altertum. Helbing & Lichtenhahn, Basel 1916.
- Anton Graff 1736–1813. (= Die Schweiz im deutschen Geistesleben. Illustrierte Reihe. Band 7), Huber & Co., Frauenfeld 1926.
- Die Zürcher Archäologische Sammlung, ihre Entstehung und ihre Entwicklung. (= Neujahrsblatt zum Besten des Waisenhauses in Zürich. Band 98), Beer, Zürich 1935.
- Von Akropolis und Parthenon. Vom Reiterfries und vom Sinn der Giebeldarstellungen. (= Hofmann-Bibliothek. Nummer 102), Hofmann, Zürich 1944.